# Gretel e Hansel
Gretel e Hansel (titolo originale: Gretel & Hansel) è un film del 2020 diretto da Oz Perkins. La pellicola è una rivisitazione horror del racconto dei fratelli Grimm Hänsel e Gretel.

## Trama
Il prologo si apre con la storia della "bella bambina col cappellino rosa". Un padre porta la sua bambina appena nata in fin di vita da una strega per essere curata, che nel fare ciò dona alla bambina la chiaroveggenza. Quando la bambina cresce i paesani si recano da lei per ascoltare le sue predizioni, ma il suo lato oscuro si rivela quando comincia ad uccidere persone innocenti, incluso suo padre. La bambina viene abbandonata nel bosco, dove attira bambini per ucciderli.
La storia si sposta su Gretel, un'adolescente con doti soprannaturali, e sul suo fratellino Hansel. Poiché il loro padre è morto, la madre li manda a cercare lavoro. A Gretel viene offerto un posto come domestica, ma lo rifiuta quando il padrone di casa le chiede se sia vergine. La madre, ormai mentalmente instabile, rimprovera Gretel per non aiutarla nel provvedere alla famiglia e minaccia di uccidere lei e il fratello in caso non se ne vadano di casa.
I fratelli scappano e trovano una casa in cui passare la notte, ma mentre stanno per addormentarsi compare un uomo spaventoso che attacca Hansel. Vengono salvati da un cacciatore, che li ospita a casa sua per la notte, per poi indicare loro dove trovare lavoro il mattino seguente. I ragazzi si perdono nel bosco e iniziano a soffrire la fame. Hansel viene attirato all'interno di una casa da un profumo di torta e Gretel tenta di liberarlo. Dalla casa esce una donna di nome Holda, che invita i due ad entrare per un pasto e permette loro di rimanere in cambio di lavoro. Hansel viene mandato nel bosco a fare pratica con un'ascia, mentre Gretel aiuta la donna nelle faccende di casa. Il bambino è contento della loro nuova casa, ma Gretel è sospettosa riguardo a Holda ed è spaventata da incubi e strane visioni. Holda percepisce il potere di Gretel, e la inizia alla stregoneria insegnandole a far levitare un manico di scopa.
Hansel comincia a diffidare di Holda dopo aver scoperto un pentagramma satanico intagliato in un albero. Quella notte i fratelli litigano e Gretel spinge Hansel ad andarsene, ma il bambino viene catturato da Holda. Gretel affronta la strega, che insiste di fare un favore alla ragazza sbarazzandosi di suo fratello. A quel punto Holda rivela a Gretel di essere la madre della bambina della storia. Holda odiava la figlia per aver ucciso suo marito, e dopo averla abbandonata nel bosco continuò a essere perseguitata dallo spirito della bambina finché non mangiò gli altri suoi figli per ottenere il suo stesso potere. Da allora Holda aveva continuato ad attirare bambini per ucciderli sotto forma di una donna anziana e inoffensiva. Holda droga Gretel e la lega ad un tavolo in cantina, dove intende farle mangiare Hansel. La strega, che ha riacquistato il suo aspetto giovanile, attira Hansel ipnotizzato in una gabbia in cima a un enorme forno interrato dal quale divampa un fuoco, in modo da cucinarlo. Gretel tenta di liberarsi e usa dell'unguento magico per far levitare il manico di scopa, con il quale appende Holda alla parete sopra al fuoco, dove comincia a bruciare fino alla morte.
Il giorno dopo, Gretel assicura al fratello che Holda se n'è andata e lo rispedisce a casa. Viene lasciato intendere che la loro madre sia morta e che Hansel lavorerà come taglialegna. Gretel invece resta nel bosco per perfezionare il suo potere.
Gretel, infine, vede gli spiriti dei bambini vittime di Holda, ora liberi di "passare oltre", e in quel momento le punte delle dita della ragazza iniziano a diventare scure, come quelle della strega.

## Produzione
Le riprese del film si sono svolte a Dublino a partire dal 9 novembre 2018.

## Distribuzione
La pellicola è stata distribuita nelle sale cinematografiche statunitensi a partire dal 31 gennaio 2020, mentre in Italia dal 19 agosto dello stesso anno.

### Divieti
In italia il film è stato vietato ai minori di 14 anni.

## Accoglienza

### Critica
L'aggregatore di recensioni online Rotten Tomatoes ha assegnato al film una percentuale di gradimento pari al 65% sulla base di 97 recensioni professionali con un voto medio del 6.46 su 10. Su Metacritic la pellicola ha ottenuto un punteggio di 64/100 sulla base di 17 critiche "generalmente favorevoli". CinemaScore ha assegnato al film "C-" in una scala tra "A+" e "F".